# Sudamericano Femenino 1991
Navigation
Édition suivante
Le Sudamericano Femenino 1991 est la première édition du Sudamericano Femenino,  organisé par la CONMEBOL. Le vainqueur du tournoi dispute la Coupe du monde de football féminin 1991. Le tournoi est entièrement joué à Maringá, au Brésil, du 28 avril au 5 mai 1991.
Seulement trois équipes sont inscrites à ce premier Sudamericano : le Brésil, le Chili et le Venezuela. Le Sudamericano se déroule sous la forme d'un tournoi toutes rondes simple (seulement deux matchs au total pour chaque équipe).

## Villes et stades retenus
| \| Maringá \| | Maringá               |
| ------------- | --------------------- |
| \| Maringá \| | Estádio Willie Davids |
| \| Maringá \| | Capacité: 21 600      |
| \| Maringá \| |                       |
| Maringá       |                       |

## Classement final
|   | Équipe    | Pts | J | G | N | P | Bp | Bc | Diff |
| - | --------- | --- | - | - | - | - | -- | -- | ---- |
| 1 | Brésil    | 4   | 2 | 2 | 0 | 0 | 12 | 1  | +11  |
| 2 | Chili     | 2   | 2 | 1 | 0 | 1 | 2  | 6  | −4   |
| 3 | Venezuela | 0   | 2 | 0 | 0 | 2 | 0  | 7  | −7   |

### Matchs
| 28 avril 1991 | Brésil                               | 6 – 1 | Chili | Estádio Willie Davids, Maringá |                           |
|               | Roseli Adriana Taffarel Elane Marisa |       | Cruz  | Arbitrage : Carlos Biscay      | Arbitrage : Carlos Biscay |
|               | Rapport                              |       |       | Arbitrage : Carlos Biscay      | Arbitrage : Carlos Biscay |

| 1er mai 1991 | Chili       | 1 – 0 | Venezuela | Estádio Willie Davids, Maringá |
|              | But inscrit |       |           |                                |

| 5 mai 1991 | Brésil                              | 6 – 0 | Venezuela | Estádio Willie Davids, Maringá |                             |
|            | Adriana Marcinha Fia Carioca Roseli |       | Infante   | Arbitrage : Efigenio Verdun    | Arbitrage : Efigenio Verdun |
|            | Rapport                             |       |           | Arbitrage : Efigenio Verdun    | Arbitrage : Efigenio Verdun |